# Cassis
Cassis là một xã ở tỉnh Bouches-du-Rhône, thuộc vùng Provence-Alpes-Côte d'Azur ở miền nam nước Pháp.
Cassis [kasis] hay [kasi] (Carcisis portus vào thời La Mã, thế kỷ 1 trước Công nguyên) là một xã thuộc tỉnh Bouches-du-Rhône và thuộc khu vực hành chính của Provence-Alpes-Côte d 'Azure, miền nam nước Pháp. Nơi đây có đặc trưng là các vách đá liền kề bên biển Địa Trung Hải và bởi các loại rượu vang Cassis (màu trắng, nhưng cũng có màu hồng) được sản xuất trong khu vực, và đừng nhầm với Crème de cassis, một đặc sản của Burgundy lấy tên từ cây nho đen (cassis). Du lịch đóng một vai trò quan trọng trong nền kinh tế của thành phố này.
Phương châm của công xã Provençal do nhà văn, nhà từ điển học Frédéric Mistral gán cho là «Qu'a vist Paris, se noun a vist Cassis, pou dire: n'ai rèn vist», có nghĩa là «Ai đã xem Paris, nếu người đó chưa nhìn thấy Cassis, có thể nói: Tôi không thấy gì cả».
Cư dân ở đây được gọi là Cassidains, từ Provençal cassiden, có thể có nguồn gốc từ Ligurian.

## Địa lý

### Vị trí
Cassis nằm dọc theo biển Địa Trung Hải, cách Marseille 20 km (thành phố lớn thứ 2 nước Pháp). [google map]

## Lịch sử

### Những lời khai đầu tiên
Những dấu vết lâu đời nhất của việc sinh sống tại nơi này có niên đại từ năm 500 hoặc 600 trước Công nguyên. Trên đỉnh của Couronne de Charlemagne, vẫn còn dấu tích của một khu định cư kiên cố, thị trấn Baou Redoun, cho thấy rằng những người Ligurian địa phương sống bằng nghề đánh cá, săn bắn và nông nghiệp. Liên kết với Massilia, một thành phố do người Phocaeans xây dựng, cho thấy rằng Cassis có thể là một điểm dừng chân trên các tuyến hàng hải của Hy Lạp.

### Trong thời La Mã
Dưới thời Đế chế La Mã, Cassis là một phần của tuyến đường biển của Hoàng đế Antonin the Pious. Cảng sau đó bao gồm Place Baragnon hiện tại. Nó đã là một thị trấn nhỏ, nằm chủ yếu xung quanh các bãi biển Arène và Corton, sống bằng nghề đánh cá, san hô và buôn bán hàng hải với Bắc Phi và Trung Đông, một số bằng chứng khảo cổ học đã được phát hiện.

### Từ Chúa tể Baux đến Vua René
Từ thế kỷ thứ 5 đến thế kỷ thứ 10, các cuộc xâm lược man rợ (phong trào di cư) khiến người dân phải ẩn náu trên những đỉnh cao bên trong lâu đài: một thành trì kiên cố của lãnh chúa tại Les Baux de Provence. Vào ngày 4 tháng 4 năm 1402, tại Brantes, dưới chân núi Ventoux, trước sự chứng kiến của người vợ Alix des Baux, Odon de Villars đã tặng cho cháu trai Philippe de Lévis những thái ấp của Brantes, Plaisians và những phụ thuộc của họ, những thế kỷ của Saint- Marcel, Roquefort, Le Castellet, Cassis và Port-Miou, phụ thuộc vào nam tước Aubagne, cũng như La Fare-les-Oliviers và Éguilles. Đổi lại, cháu trai của ông phải phục vụ như một người bảo đảm cho Raymond de Turenne theo dõi một thỏa thuận được thực hiện giữa tử tước, ông và vợ ông là Alix. Trong trường hợp Alix và Odon không tuân thủ, người sau sẽ phải trả 50.000 florin cho Raymond de Turenne.
Vào thế kỷ 15, Cassis được gắn với quận Provence, sau đó vua René đã chuyển giao Thành phố cho các giám mục của Marseilles, những người thực hiện các quyền của họ cho đến Cách mạng Pháp năm 1789.

### Sự mở rộng của thị trấn
Vào thế kỷ 18, Cassis phát triển từ những thành lũy ban đầu và phát triển xung quanh cảng. Sau thời kỳ Trung hưng, các hoạt động mới đã phát triển: làm khô cá tuyết, làm váng dùng trong sản xuất dầu ô liu, sản xuất san hô, mở rộng cây nho, khai thác đá (xi măng, vôi, đá).
Đá Cassis, được khai thác từ thời Cổ đại, góp phần đưa địa phương này trở nên nổi tiếng trên thế giới. Các bến cảng chính của Địa Trung Hải được xây dựng từ loại đá này (Alexandrie, Alger, Piraeus, Marseille et Port Said); có một thông tin nói rằng chân tượng của Nữ thần Tự do ở New York được làm từ đá tại đây, trên thực tế được làm bằng bê tông và đá granit từ Connecticut.
Vào thế kỷ 20, những hoạt động này đã biến mất, được tiếp quản bởi du lịch và bởi nghề trồng nho ngày càng phát triển mạnh mẽ (« vang Cassis » là một trong ba tên gọi đầu tiên được bảo vệ bởi chỉ định nguồn gốc có kiểm soát vào năm 1936).

## Quy hoạch thị trấn

### Phân loại
Cassis là một thị trấn. Nó thực sự là một trong những đô thị có mật độ trung bình hoặc dày đặc, theo nghĩa của lưới mật độ đô thị của INSEE. Nó thuộc đơn vị đô thị của vùng đô thị Cassis, một tập hợp nội bộ gồm 2 thành phố trực thuộc trung ương và 12.920 dân vào năm 2019, trong đó Casis là trung tâm thành phố.
Ngoài ra, thị trấn là một phần của khu vực thu hút của Marseille - Aix-en-Provence. Khu vực này, bao gồm 115 thành phố tự trị, được xếp vào các khu vực có 700.000 dân trở lên (bên ngoài Paris).
Thị trấn giáp với biển Địa Trung Hải, cũng là một thị trấn ven biển theo đình nghĩa của luật ngày 3 tháng 1 năm 1986, được gọi là Luật ven biển. Do đó, các quy định cụ thể về quy hoạch đô thị được áp dụng ở đó để bảo tồn các không gian, địa điểm, cảnh quan tự nhiên và sự cân bằng sinh thái của bờ biển, chẳng hạn như nguyên tắc không xây dựng, ngoài không gian đô thị, trên 100 mét dải bờ biển, hoặc nhiều hơn nữa tùy thuộc vào kế hoạch quy hoạch đô thị theo địa phương.

### Sử dụng đất đai
Thông tin từ cơ sở dữ liệu châu Âu Corine Land Cover (CLC), chủ yếu đất tại khu vực là đất rừng và môi trường bán tự nhiên (69,9% vào năm 2018), một tỷ lệ gần tương đương với của năm 1990 (71,4%). Phân tích cụ thể trong năm 2018 như sau: môi trường có thảm thực vật cây bụi và / hoặc thân thảo (39,6%), rừng (29,3%), khu vực đô thị hóa (17,8%), cây lâu năm (10,4%), mỏ, bãi rác và công trường xây dựng (1,1 %), không gian mở, ít hoặc không có thảm thực vật (1%), nước biển (0,8%)
IGN cũng cung cấp một công cụ trực tuyến để so sánh sự phát triển theo thời gian của việc sử dụng đất trong đô thị (hoặc vùng lãnh thổ ở các quy mô khác nhau). Một số thời kỳ có thể truy cập được dưới dạng bản đồ hoặc ảnh hàng không: bản đồ Cassini, bản đồ d'état-major(1820-1866) và thời kỳ hiện tại (1950 đến nay).

### Địa danh học
Hình thức cổ nhất là Tutelæ Charsitanæ, được chứng thực sớm nhất là Thế kỷ thứ II. Sau đó, nó chuyển đổi thành Carsicis (Thế kỷ thứ IV) và Castrum Cassitis (1323). Những từ ghép này gợi ý chủ đề Car-s có nguồn gốc từ tiếng Kar * trước Ấn-Âu có nghĩa là đá hoặc đá, mà hậu tố -ite đã được thêm vào. Ngôn ngữ Pháp đã giữ lại cách viết Cassis của Provençal, giống hệt tiêu chuẩn cổ điển và tiêu chuẩn Mistralian.
Cư dân của Cassis không phát âm chữ « s » cuối cùng của tên thành phố, dù bằng tiếng Pháp hay tiếng Provençal. Ở địa phương, người ta nói rằng phát âm cuối cùng là « s » giúp dễ dàng nhận thấy những người không đến từ khu vực này.